# Климова Катерина Олександрівна
Катерина Олександрівна Климова (рос. Екатери́на Алекса́ндровна Кли́мова; нар. 24 січня 1978, Москва, РРФСР, СРСР) — російська акторка театру і кіно. 

## Біографія
Має, крім російського, також мордовське, ромське та українське коріння. Її прабабуся по батьковій лінії була табірною циганкою.
Закінчила з червоним дипломом Вище театральне училище імені М. С. Щепкіна (майстерня М. М. Афоніна) (1999).
Понад 10 років грала (15 ролей) у виставах Центрального академічного театру російської армії. Пізніше почала виступати у приватних антрепризах, переважно в трупі Сергія Алдоніна (ролі Королеви Анни у «Змові по-англійському» за Е. Скрібом, Маргарити в «Майстрі й Маргариті» за М. Булгаковим тощо).
Знялася в українській кінострічці «Я кохаю свого чоловіка», а також низці фільмів українсько-російського виробництва («Матч», «Мрії з пластиліну», «Синдром дракона», «Закохані жінки», «За законами воєнного часу»).
Внесена до бази «Миротворець» як порушниця державного кордону України. Улітку 2019 Климова знімалася в окупованому Росією Криму в кінострічці Карена Захарова «Артек. Велика подорож». У вересні того ж року вона виступала на території Криму в кількох виставах за п'єсою Альберта Ґерні «Любовні листи» (разом із Гошею Куценком).

### Особисте життя
Четверо дітей: донька Єлизавета (2002 р.н.) від шлюбу з ювеліром Іллею Хорошиловим, сини Матвій (2006 р.н.) і Корній (2008 р.н.) від шлюбу з актором Ігором Петренком, а також донька Белла (2015 р.н.) від шлюбу з актором Гелою Месхі.
Подруга фігуристки Тетяни Навки.

## Фільмографія

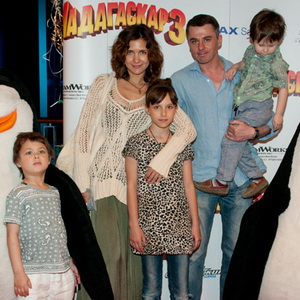
Ігор Петренко з дітьми на прем'єрі продовження франшизи «Мадагаскар 3» 2. червня 2012 року

| Рік       |   | Назва                                 | Роль |    |
| --------- | - | ------------------------------------- | --- | -- |
| 2001      | ф | Отрути, або Всесвітня історія отруєнь | Жанна д'Альбре, королева Наварри                                                                                   | ру |
| 2001      | с | Часів не обирають                     | Інна Гаврюшина | ру |
| 2001      | с | Далекобійники                         | Продавчиня на ринку                                                                                                | ру |
| 2001      | ф | Ігри в підкидного                     | Сіня | ру |
| 2001      | с | Московські вікна                      | Раїса | ру |
| 2001      | ф | Не покидай мене, кохання!             | Катя | ру |
| 2003      | ф | А вранці вони прокинулися             | Кет | ру |
| 2003      | с | Найкраще місто Землі                  | Раїса | ру |
| 2003      | ф | Прощання в червні                     | Таня Рєпнікова | ру |
| 2003—2004 | с | Бідна Настя                           | Наталя Рєпніна, сестра Михайла Рєпніна, молодша фрейліна імператриці                                               | ру |
| 2004      | с | Гріхи батьків                         | Катерина Андросова                                                                                                 | ру |
| 2005      | ф | Двоє біля ялинки, не рахуючи собаки   | Саша | ру |
| 2005      | с | Моя Пречистенка                       | Катя Барінова | ру |
| 2005      | с | Каменська 4                           | Юлія Блохіна | ру |
| 2005      | ф | Оскар                                 | Колетт | ру |
| 2006      | с | Біс у ребро, або Чудова четвірка      | Юнна | ру |
| 2006      | ф | Грозові ворота                        | Аліна Дороніна | ру |
| 2008      | ф | Усе не випадково                      | Ксенія Павловна | ру |
| 2008      | ф | Друге дихання                         | капітанша Олександра Бахтєєва, військова психологиня                                                               | ру |
| 2008      | ф | Ми з майбутнього                      | Ніна Полякова, медсестра санітарного батальйону                                                                    | ру |
| 2008      | ф | Побічний ефект                        | Світлана | ру |
| 2008      | ф | Тихе родинне життя                    | Інеса | ру |
| 2009      | ф | Антикілер Д.К.                        | Катя, молода фінансова директорка банку                                                                            | ру |
| 2010      | ф | Кохання під прикриттям                | Тетяна | ру |
| 2010      | ф | Ми з майбутнього 2                    | Ніна Полякова, медсестра санітарного батальйону                                                                    | ру |
| 2010      | с | Втеча                                 | Світлана Геннадіївна Дунаєва, адвокатка, неофіційна дружина Кирила Паніна                                          | ру |
| 2010      | ф | Сильна слабка жінка                   | Маша | ру |
| 2010      | с | Точка кипіння                         | Даша Коршунова | ру |
| 2010      | с | У кожного своя війна                  | Настя | ру |
| 2011      | с | Весна в грудні                        | Ольга | ру |
| 2011      | ф | Пушкен (не закінчений)                | | ру |
| 2012      | ф | Матч                                  | Ольга Ковтун | ру |
| 2012      | ф | Захисниця                             | Марія Комісарова                                                                                                   | ру |
| 2012      | ф | Мрії з пластиліну                     | Оксана | ру |
| 2012      | с | Мосгаз                                | Віра | ру |
| 2012      | с | Одного разу в Ростові                 | Ліля, шифрувальниця в КДБ                                                                                          | ру |
| 2012      | с | Втеча 2                               | Світлана Геннадіївна Дунаєва, адвокатка, неофіційна дружина Кирила Паніна                                          | ру |
| 2012      | ф | Побачення                             | Анна Свєтлова | ру |
| 2012      | с | Синдром дракона                       | Євгенія Щеголева, підполковниця ФСБ, заступниця Костянтина Запорожця                                               | ру |
| 2012      | ф | З Новим роком, мами!                  | Вікторія | ру |
| 2013      | ф | Кур'єр з «Раю»                        | Анна Сергіївна | ру |
| 2013      | ф | Ікона сезону                          | Сніжана | ру |
| 2013      | ф | Я тебе ніколи не забуду               | Віра, дружина олігарха Віктора                                                                                     | ру |
| 2013      | ф | Кохання у великому місті 3            | Анна | ру |
| 2014      | с | Скасування всіх обмежень              | Ірина Морозова | ру |
| 2014      | ф | 7 головних бажань                     | фея | ру |
| 2014      | ф | Чемпіони                              | мати Борі, юного хокеїста                                                                                          | ру |
| 2014      | с | Вовче сонце                           | Беата | ру |
| 2014      | с | Горюнов                               | Марія Аркадівна Калініна, медсестра військово-морського госпіталю, пізніше – також дружина Олександра Петровського | ру |
| 2014      | с | Купрін. Поєдинок                      | Раїса, дружина Петерсона                                                                                           | ру |
| 2014      | ф | Подарунок із характером               | Діана | ру |
| 2014      | с | Григорій Р.                           | Анна Олександрівна Вирубова                                                                                        | ру |
| 2015      | с | Закохані жінки                        | Світлана | ру |
| 2015      | с | Чума                                  | Матильда | ру |
| 2015      | с | Людмила Гурченко                      | Валентина | ру |
| 2015      | с | Опікун                                | Ніколаєва Ольга Олегівна                                                                                           | ру |
| 2015—2023 | с | За законами воєнного часу (5 сезонів) | Світлана Петрівна Єлагіна, слідча, військова юристка                                                               | ру |
| 2016      | ф | Любов і Сакс                          | Люба | ру |
| 2016      | ф | Я кохаю свого чоловіка                | Ольга / Емма | ру |
| 2016      | с | Шакал                                 | Віра Іллінічна Томиліна, колишня дружина Черкасова, директорка універмагу «Московський»                            | ру |
| 2017      | с | Ви всі мене бісите!                   | Крістіна, адвокатка                                                                                                | ру |
| 2017      | с | ТОРГСИН                               | Ярова | ру |
| 2019      | с | 1001 ніч, або Територія кохання       | Шагразада | ру |
| 2020      | с | Катран                                | Віра Іллінічна Томиліна                                                                                            | ру |
| 2021      | с | Смак помсти                           | Анна Долецька, співачка                                                                                            | ру |
| 2022      | с | Червона шапочка                       | Марі | ру |
| 2022      | с | Артек. Велика подорож                 | Ковальова, мама Роми                                                                                               | ру |
| 2023      | с | Просто Михалич                        | дружина Суботіна                                                                                                   | ру |